# Melanophora asetosa
Melanophora asetosa är en tvåvingeart som beskrevs av Kugler 1978. Melanophora asetosa ingår i släktet Melanophora och familjen gråsuggeflugor.
Artens utbredningsområde är Israel. Inga underarter finns listade i Catalogue of Life.